# Lorem ipsum

Användandet av lorem ipsum kan underlätta för betraktaren att fokusera på layout och design, snarare än på innehållet i texten.

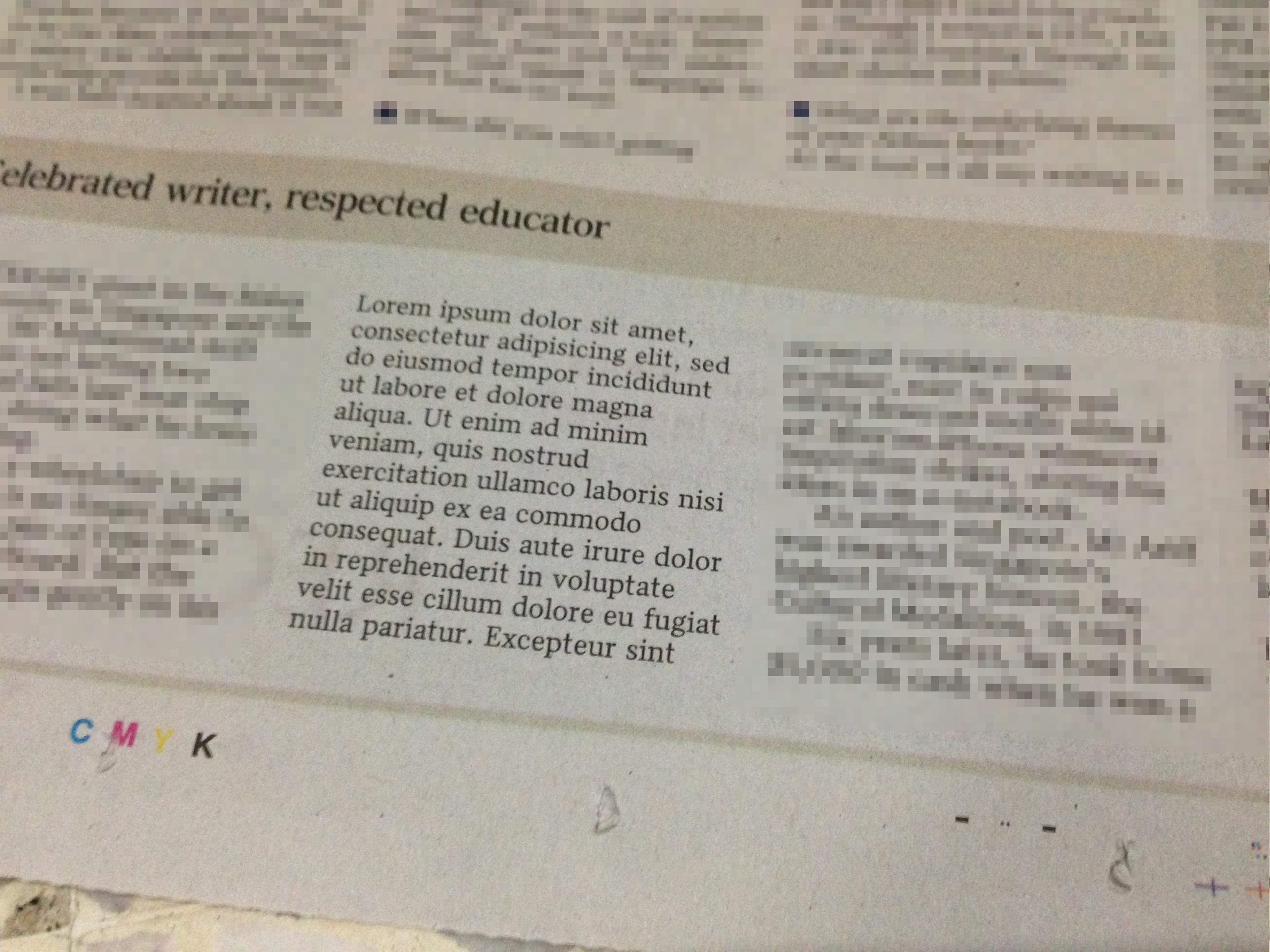
Ett stycke Lorem ipsum-text publicerades oavsiktligt som platshållare i den engelskspråkiga singaporianska dagstidningen The Straits Times, 26 april 2014.

Lorem ipsum används ofta som exempeltext inom trycksaksframställning och grafisk design för att visa hur till exempel ett dokument kommer att se ut när väl den riktiga texten är på plats. Lorem ipsum visar hur layout, teckensnitt och typografi samspelar, utan att texten, undermedvetet genom ordens betydelse, ska påverka betraktaren. 

## Texten
Den mest använda texten för lorem ipsum:et är följande, som också har givit begreppet dess namn:
| ” | Lorem ipsum dolor sit amet, consectetur adipiscing elit, sed do eiusmod tempor incididunt ut labore et dolore magna aliqua. Ut enim ad minim veniam, quis nostrud exercitation ullamco laboris nisi ut aliquip ex ea commodo consequat. Duis aute irure dolor in reprehenderit in voluptate velit esse cillum dolore eu fugiat nulla pariatur. Excepteur sint occaecat cupidatat non proident, sunt in culpa qui officia deserunt mollit anim id est laborum. | „ |

### Ursprung
Utdraget, om än något förändrat, kommer från Ciceros bok om etik, De finibus bonorum et malorum, där den ursprungliga texten börjar "Neque porro quisquam est qui dolorem ipsum quia dolor sit amet, consectetur, adipisci velit" ("Det finns ingen som älskar smärtan i sig, som söker den och vill ha den, just eftersom det är smärta").
Texten började användas på 1500-talet.

## Alternativa texter
Det finns många olika sorters lorem ipsum för att täcka olika sorters texter och alfabet samt för att få ordbilder som bättre stämmer överens med det aktuella språket.

### Svenska
Den svenske typografen Arne Heine har tagit fram en svensk exempeltext, då han ansåg att den latinska ordlängden och alfabetet skilde sig alltför mycket från de svenska motsvarigheterna:
| ” | Träutensilierna i ett tryckeri äro ingalunda en oviktig faktor, för trevnadens, ordningens och ekonomiens upprätthållande, och dock är det icke sällan som sorgliga erfarenheter göras på grund af det oförstånd med hvilket kaster, formbräden och regaler tillverkas och försäljas Kaster som äro dåligt hopkomna och af otillräckligt. | „ |
| – | |   |